# سيمبا سيتهول
سيمبا سيتهول (بالإنجليزية: Simba Sithole)‏ هو لاعب كرة قدم زيمبابوي في مركز الهجوم، ولد في 5 مايو 1989 في ماسفينغو في زيمبابوي. شارك مع منتخب زيمبابوي لكرة القدم. أما مع النوادي، فقد لعب مع أياكس كيب تاون وسوبر سبورت يونايتد.

## وصلات خارجية
- سيمبا سيتهول على موقع قاعدة بيانات كرة القدم.إي يو (الإنجليزية)
- سيمبا سيتهول على موقع ناشيونال فوتبول تيمز (الإنجليزية)